# Isao Inokuma

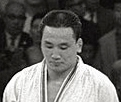
Isao Inokuma

Isao Inokuma (jap. 猪熊 功, Inokuma, Isao; * 4. Februar 1938 in Yokosuka; † 28. September 2001 in Tokio) war ein japanischer Judoka. Er war der erste Judo-Olympiasieger im Schwergewicht.

## Karriere
Die olympische Premiere des Judosports fand im Rahmen der Olympischen Spiele 1964 in Tokio statt. Vom 20. Oktober bis zum 23. Oktober wurden Wettbewerbe in drei Gewichtsklassen und in der offenen Klasse ausgetragen. Am 22. Oktober wurde als dritter Wettbewerb die Entscheidung im Schwergewicht angeboten, der Gewichtsklasse über 80 Kilogramm. In der Vorrunde besiegte der 1,73 m große Inokuma den Malaysier Teck Bee Ang und den Argentinier Miguel Angel Casella. Von den fünf Siegern der Vorrundengruppen mussten zwei um die Qualifikation für das Halbfinale kämpfen. Inokuma besiegte den Südkoreaner Kim Yong-dal. Im Halbfinale bezwang er Ansor Kiknadse aus der Sowjetunion und im Finale siegte er über den Kanadier Douglas Rogers.
Bei den Weltmeisterschaften 1965 in Rio de Janeiro bezwang Inokuma im Finale der offenen Klasse Ansor Kibrozaschwili aus der Sowjetunion.
Inokuma war 1959 und 1963 alljapanischer Meister in der offenen Klasse, 1960 und 1961 verlor er im Finale jeweils gegen Akio Kaminaga.